# Adenocarpus cincinnatus
Adenocarpus cincinnatus är en ärtväxtart som först beskrevs av John Ball, och fick sitt nu gällande namn av René Charles Maire. Adenocarpus cincinnatus ingår i släktet Adenocarpus och familjen ärtväxter. Inga underarter finns listade i Catalogue of Life.